# Audiokinetic
 Audiokinetic Inc. - канадская компания-разработчик программного обеспечения, расположенная в городе Квебек Сити, Квебек. Audiokinetic занимается разработкой программного обеспечения для индустрии видеоигр.  8 января 2019 года Sony Interactive Entertainment объявила, что приобрела компанию.

## История
Audiokinetic была основана в 2000 году Мартином Кляйном, ветераном музыкальной, кино и игровой индустрии.
В 2003 году Audiokinetic получила финансирование от NumériQC, сети цифровой индустрии Квебека.
В 2006 году Microsoft Game Studios (MGS) подписала долгосрочное лицензионное соглашение с Audiokinetic.  Первой игрой, которая использовала программное обеспечение Audiokinetic, была Shadowrun от FASA Interactive.
В январе 2007 года Audiokinetic вступила в партнерство с Консерваторией Искусств и Наук.  Консерватория обучала программную платформу Wwise компании Audiokinetic в своей программе Audio for Games и дополнительно развивала аттестацию сертифицированного производителя для данного продукта.
В ноябре 2007 года Audiokinetic присоединилась партнерской программе Emergent Game Technologies.  В рамках этого соглашения Audiokinetic стала единственным главным партнером в области аудио в Emergent, а Wwise был интегрирован с Gamebryo, средой разработки игр Emergent.
В ноябре 2008 года Audiokinetic выпустила SoundSeed, семейство генераторов звука для игровой музыки, в котором используется технология цифровой обработки звука (DSP).
В феврале 2011 года Sony объявила, что PlayStation Vita станет первым портативным устройством с поддержкой Audiokinetic.
В феврале 2013 года Audiokinetic открыла японский офис в Токио.
В январе 2015 года Audiokinetic и CRAS объявили о создании программы онлайн-сертификации для Wwise.
В марте 2015 года Audiokinetic и Steinberg объявили о партнерстве по интеграции Wwise в новой DAW, Nuendo 7.
9 января 2019 года Sony объявила, что компания заключила окончательное соглашение о приобретении Audiokinetic.

## Рекомендации
1. ↑  ProSoundNews (2 февраля 2007). Audiokinetic Partners with CRAS. NewBay Media. Архивировано 7 июня 2015. Дата обращения: 8 июля 2015.

## Внешние ссылки
- Audiokinetic, Inc.
- Консерватория звукозаписи и науки
- Alliance numériQC (веб-сайт только на французском языке)
- Audiokinetic_Wwise (веб-сайт только на английском языке)